# Незабутнє (телесеріал)
Незабутнє (англ. Unforgettable) — американський детективний телесеріал за мотивами оповідання Дж. Роберта Леннона «The Remember». Прем'єра відбулася 20 вересня 2011 року на CBS.

## Синопсис
Колишня детективка поліції Сіракуз Керрі Веллс завдяки синдрому гіпертимезії має рідкісну здатність запам'ятовувати до дрібниць усі події свого життя. Після переїзду до Нью-Йорка вона стає свідком убивства і зустрічається зі своїм колишнім колегою та коханим — нинішнім лейтенантом департаменту поліції Нью-Йорка Елом Бернсом, який просить її долучитися до розслідування і надалі допомагати відділку вбивств. Крім того, Керрі намагається пригадати єдину річ у житті, яку вона не пам'ятає — обставини загибелі своєї сестри.

## Епізоди
| Сезон | Епізоди | Прем'єрний показ  | Прем'єрний показ | Прем'єрний показ |
| Сезон | Епізоди | початок           | завершення       | мережа           |
| ----- | ------- | ----------------- | ---------------- | ---------------- |
| 1     | 22      | 20 вересня 2011   | 8 травня 2012    | CBS              |
| 2     | 13      | 28 липня 2013     | 9 травня 2014    | CBS              |
| 3     | 13      | 29 червня 2014    | 14 вересня 2014  | CBS              |
| 4     | 13      | 27 листопада 2015 | 22 січня 2016    | A&E              |

## Головні та другорядні ролі
- Поппі Монтгомері — Керрі Веллс
- Ділан Волш — Ел Бернс
- Джеймс Хіроюкі Ляо — Джей Лі
- Даллас Робертс — Еліот Делсон
- Тані Сайпресс — Чері Роллінз-Мюррей
- Джейн Кертін — Джоан Вебстер
- Кевін Ранкін — Роу Сандерс
- Майкл Ґастон — Майк Костелло
- Дая Вайда — Ніна Інара
- Марілу Хеннер — тітка Іві
- Шеррі Сом — Росаріо Санчес

| телесеріали США | Це незавершена стаття про американський телесеріал. Ви можете допомогти проєкту, виправивши або дописавши її. |

1. ↑  Fernsehserien.de
2. ↑  Жінка, яка пам'ятає кожен день свого життя. BBC News Україна (укр.). Процитовано 27 серпня 2022.
3. ↑  Genzlinger, Neil (19 вересня 2011). Remembering All but a Sister’s Murder. The New York Times (амер.). ISSN 0362-4331. Процитовано 27 серпня 2022.